# O Último Tesouro
O Último Tesouro é uma série de televisão portuguesa, produzida pela Film Connection para a RTP1.
Pepê Rapazote, Pedro Górgia, Joana Seixas, Ana Marta Ferreira, Pedro Carmo e Filipe Ferrer, entre outros, são os protagonistas.
Realizada por Nuno Madeira Rodrigues e com história de Miguel M. Matias, O Último Tesouro é uma série de aventura produzida por Miguel M. Matias e com argumentos de Miguel M. Matias e António Rodrigues. A música original foi composta por Bruno Bizarro.

## Equipa técnica
- Fotografia por Sérgio Brás d'Almeida
- Assistente de realização - Jorge Braz Santos
- Som - Inês Clemente e Mafalda Vassalo
- Montagem - Nuno Madeira Rodrigues
- Segundo Assistente de Camâra - Nuno de Azevedo e Silva
- Focus Puller - Rui Rodrigues
- Mistura de Som - Nuno Carvalho
- Grupista - Luis Filipe Garcia
- Mistura de Música - João Ganho
- Estado: Pós-Produção.
- Data de estreia: 23 de janeiro de 2011[2]
- Formato: Série
- Duração: 13 Episódios[2]